# 딕 웨셀

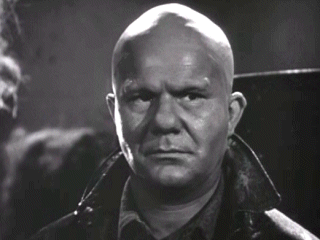

딕 웨셀(Dick Wessel, 1913년 4월 20일 ~ 1965년 4월 20일)은 미국의 배우, 텔레비전 배우, 영상 작가, 영화배우이다.
밀워키에서 태어났다.

## 영화
- 어글리 닥스훈트 (1966년)
- 80일간의 세계일주 (1956년)
- 프란시스 인 더 네이비 (1955년)
- 뎀 (1954년)
- 렛츠 두 잇 어게인 (1953년)
- 캐디 (1953년)
- 신사는 금발을 좋아한다 (1953년)
- 해적, 검은수염 (1952년) - 더치맨 역
- 애보트와 코스텔로- 크리스마스 쇼 (1952년)
- 오명의 목장 (1952년)
- 최고의 사랑 (1952년)
- 벨 오브 뉴욕 (1952년)
- 프란시스 고즈 투 더 레이시스 (1951년)
- 텍사스 카니발 (1951년)
- 날으는 해병대 (1951년)
- 열차 안의 낯선 자들 (1951년)
- 와바시 애비뉴 (1950년)
- 신부의 아버지 (1950년)
- 하비 (1950년)
- 테이크 미 아웃 투 더 볼 게임 (1949년)
- 캐나다 평원 (1949년)
- 춤추는 대뉴욕 (1949년)
- 툴사 (1949년)
- 어 소던 양키 (1948년)
- 언노운 아일랜드 (1948년)
- 나에게 미소질 때 (1948년)
- 헤틱 허니문 (1947년)
- 리빙 인 어 빅 웨이 (1947년)
- 잇 해펀드 인 브룩클린 (1947년)
- 딕 트레이시 대 큐볼 (1946년)
- 노 리브, 노 러브 (1946년)
- 성조기의 행진 (1942년)
- 철완 짐 (1942년)
- 네이비 블루스 (1941년)
- 맨파워 (1941년)
- 캐슬 온 더 허드슨 (1940년)
- 그들은 밤에 달린다 (1940년)
- 포효하는 20년대 (1939년)
- 서브마린 패트롤 (1938년)
- 잠수함 D-1 (1937년)
- 더 게이 데스페라도 (1936년)
- 에이스 드러몬드 (1936년)